# 냐냐현

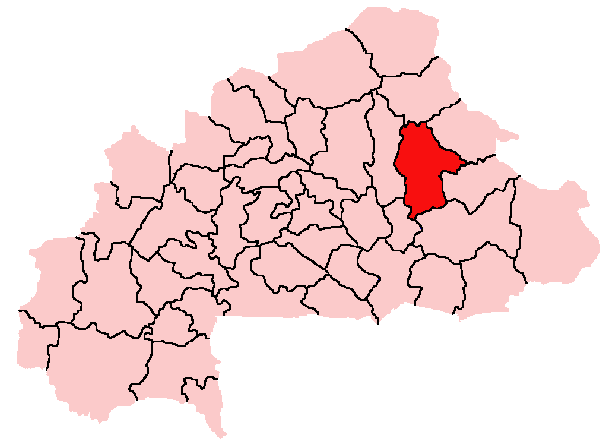
냐냐현의 위치

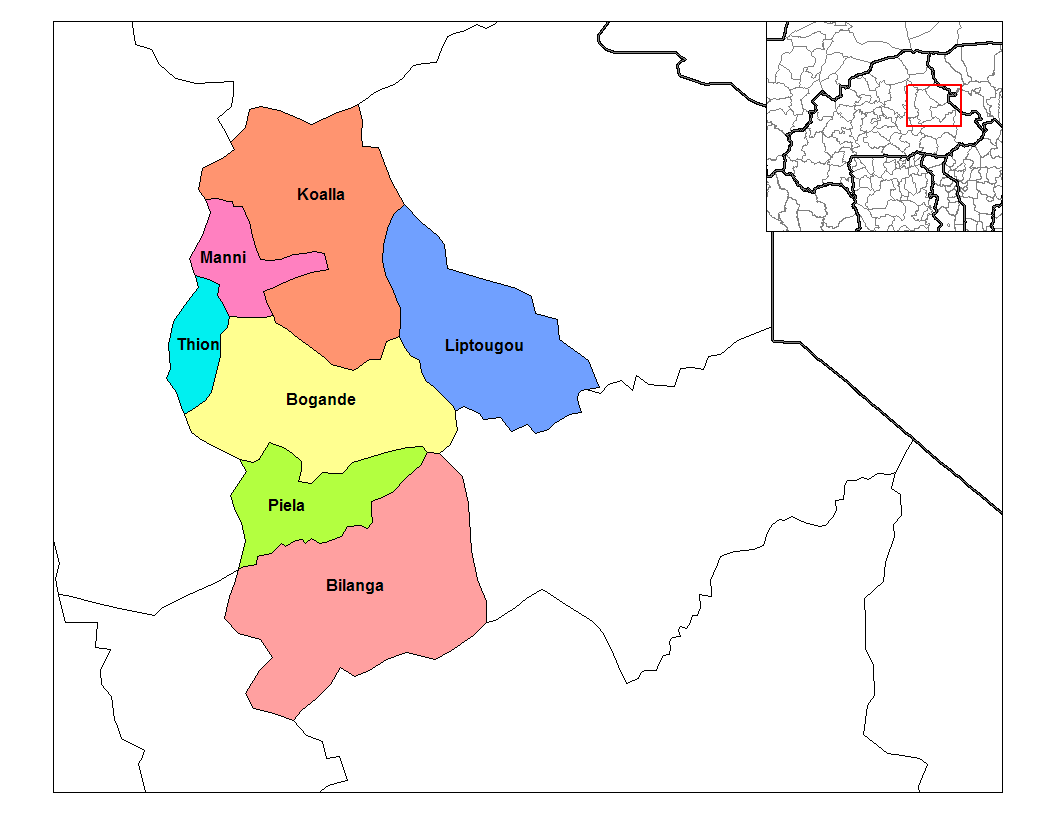
냐냐현의 행정 구역

냐냐현(프랑스어: Gnagna)은 부르키나파소 동부주에 위치한 현으로, 현도는 보강데이며 면적은 8,468km2, 인구는 407,739명(2006년 기준)이다. 7개 군(빌랑가군, 보강데군, 코알라군, 리프투구군, 망니군, 피엘라군, 티옹군)을 관할한다.

## 같이 보기
- 부르키나파소의 주
- 부르키나파소의 현